# Ahlersbach (Kinzig, Schlüchtern-Herolz)
Der Ahlersbach ist ein fünfeinhalb Kilometer langer linker und südlicher  Zufluss der Kinzig im Main-Kinzig-Kreis im hessischen Spessart. 

## Geografie

### Verlauf
Der Ahlersbach entspringt auf einer Höhe von etwa 478 m ü. NHN gut einen Kilometer westlich des Sinntaler Ortsteils Weiperz in einer Wiese am Nordrand eines Mischwaldes. 
Er fließt in nördlicher Richtung zunächst durch Waldgelände und dann durch Felder und Wiesen. Er wechselt nun seine Laufrichtung nach Nordwesten und läuft dann am Nordostrand des als Stadtteil zu Schlüchtern gehörenden und nach ihm benannten Dorfes durch Grünland. Etwas bachabwärts biegt er scharf nach Nord-Nordosten ab und wird dann bei einem kleinen Teich westlich des Weinbergs  vom Lietebach gestärkt. Der Ahlersbach läuft nun erst durch Wald und dann mehr und mehr nach Norden drehend durch Grünland. 
Gut einen Kilometer später erreicht er den Südrand des Schlüchterner Stadtteils Herolz. Er passiert den südlichen Teil der Ortschaft und mündet schließlich auf einer Höhe von etwa 227 m ü. NHN in den linken Hauptarm der dort geteilten Kinzig.
Sein 5,5 km langer Lauf endet ungefähr 251 Höhenmeter unterhalb seiner Quelle, er hat somit ein mittleres Sohlgefälle von etwa 46 ‰.

### Einzugsgebiet
Das 7,48 km² große Einzugsgebiet des Ahlersbachs liegt im Sandsteinspessart und wird über die Kinzig, den Main und den Rhein zur Nordsee entwässert.
Es grenzt
- im Osten an das der Kinzig
- im Südosten an das der Wolper, die in die Kinzig mündet
- im Süden an das des Gronaubachs, der über die Sinn in den Main entwässert
- und im Südwesten an das des Kinzigzuflusses Auerbach.

Die höchste Erhebung ist mit 503,9 m ü. NHN ein namenloser Berg im Süd-Südwesten des Einzugsgebiets.

### Zuflüsse
- Lietebach (links), 0,7 km

### Flusssystem Kinzig
- Liste der Fließgewässer im Flusssystem Kinzig (Main)

### Orte
Nur die kursiv markierten Orte sind direkten Anlieger.
Der Ahlersbach fließt durch folgende Ortschaften:
- Schlüchtern
  - Ahlersbach
  - Herolz